# Metroid Prime Hunters
 (septembre 2013).
Le contenu est difficilement compréhensible vu les erreurs de traduction, qui sont peut-être dues à l'utilisation d'un logiciel de traduction automatique.
Metroid Prime Hunters est un jeu vidéo de tir en vue à la première personne et d'action-aventure, commercialisé par Nintendo  sur sa Nintendo DS. Il a été  développé par la firme américaine Nintendo Software Technology. Le jeu est sorti en mars 2006 en Amérique du Nord, en mai 2006 en Europe et en Australie, et au Japon, en juin 2006.
L'héroïne du jeu est la chasseuse de primes Samus Aran qui est mandatée par la fédération galactique pour enquêter sur un mystérieux message reçu du système solaire Alimbic. Samus y découvre l'existence d'une créature nommée Gorea qui, il y a fort longtemps, a presque entièrement anéanti la civilisation des Alimbics, anciens habitants du système. Les Alimbics ont enfermé Gorea. Samus apprend plus tard que le message venait en fait de la créature et qu'elle doit la détruire avant qu'elle ne réussisse à s'échapper de sa prison.
Le jeu est plutôt bien accueilli par la critique qui obtient un score de 85 % sur Metacritic et 84 % sur GameRankings, deux sites web de compilation de critiques. Le gameplay et les graphismes sont salués, les reproches se concentrant sur les commandes. Metroid Prime Hunters reçoit plusieurs titres honorifiques dont le prix choix du public par IGN, qui le nomme également meilleur jeu d'action sur Nintendo DS en 2006. Le magazine Nintendo Power lui donne quant à lui les prix de meilleurs graphismes, du meilleur jeu de tir et d'action, et du meilleur jeu utilisant la connexion Wi-Fi Nintendo. Plus de 410 000 exemplaires ont été vendus en Amérique du Nord durant le premier mois suivant sa sortie. Au Japon, il est le quatrième jeu le plus vendu durant le premier mois suivant sa sortie.

## Synopsis
Dans la chronologie fictive de la série Metroid, les événements de Metroid Prime Hunters se déroulent entre Metroid Prime et Metroid Prime 2: Echoes,. Au début du jeu, la fédération galactique reçoit un mystérieux message télépathique indiquant que la clé menant à une arme surpuissante réside dans le système solaire Alimbic. Samus Aran, une chasseuse de prime, est alors contactée par la fédération galactique lui demandant d'enquêter dans ce système pour trouver l'arme puis la cacher ou la détruire. Cependant, six autres chasseurs de primes ont intercepté le message et se dirigent eux aussi vers le système Alimbic pour s'emparer de l'arme secrète.
Durant son enquête à travers les planètes et stations orbitales du système Alimbic, Samus découvre peu à peu l'histoire des Alimbics. Elle apprend qu'il s'agissait d'une civilisation pacifiste, spirituelle et très évoluée. Un jour, l'utopie des Alimbics fut brisée par une comète qui percuta l'une de leurs planètes, libérant ainsi une créature monstrueuse appelée Goréa. La créature assimila la structure cellulaire des Alimbics, copiant à la lettre leur physique et leurs armes pour ensuite détruire leur civilisation. Incapable d'arrêter Goréa, les derniers Alambics se transformèrent en concentré d'énergie télépathique et réussirent à enfermer Goréa dans un vaisseau interstellaire appelé Oubliette. Le vaisseau fut ensuite envoyé dans une dimension parallèle nommée l'Infinity Void. Il pourrait en sortir seulement si huit clés, appelées les Octolights, étaient assemblées.
À la fin du jeu, Samus, désormais en possession des huit Octolights, fait apparaître l'Infinity Void. À l'intérieur, elle et les six autres chasseurs de primes combattent Gorea, ce dernier ayant envoyé le message télépathique pour être libéré de sa prison. Le monstre ayant absorbé l'énergie des rivales de Samus, celle-ci vainc Gorea en utilisant une arme d'origine Alimbic nommée le canon Oméga.

## Système de jeu

### Généralités
Comme pour les précédents épisodes de la série Metroid Prime, Metroid Prime Hunters est généralement considéré comme étant à la fois un jeu de tir à la première personne et un jeu d'aventure car il présente des aspects de jeu de tir et de jeu d'exploration. Cependant, il diffère de ses prédécesseurs par la suppression de la visée assistée, un gameplay orienté davantage vers l'action, et l'ajout d'un mode multijoueur en ligne. Le joueur incarne la chasseuse de primes Samus Aran, équipée d'un costume lui permettant un accès permanent à la base de données de son vaisseau spatial. Elle peut scanner presque chaque objet éparpillé à travers le jeu, ce qui enrichit cette base de données. Un canon remplaçant son bras est rattaché à son costume lui permettant de se défendre face à des ennemis. Pour entrer dans des passages plus étroits, notamment des tunnels, Samus peut se transformer en "boule morphing", une forme alternative de sa "combinaison de puissance" réduisant considérablement sa taille. Sous cette forme, elle dispose d'un nombre infini de bombes pour se défendre ou pour détruire certains objets ou éléments du décor, mais ne peut en déposer que trois à la fois,.
Dans Metroid Prime Hunters, l'affichage tête haute est apposé sur l'écran supérieur de la Nintendo DS, montrant le nombre de munitions restants dans l'arme sélectionné ainsi que la barre de vie de Samus. Dans le mode multijoueur, le nombre d'ennemis tués et le temps restant avant que la partie soit terminée sont également affichés. L'écran du bas affiche un radar. Par défaut, la croix directionnelle de la console sert à déplacer Samus, et l'écran tactile sert à déplacer le viseur de son arme,.

### Multijoueur
Metroid Prime Hunters propose un mode multijoueur jouable jusqu'à quatre joueurs simultanément, et qui bénéficie des fonctionnalités du micro de la console, permettant au joueur de communiquer oralement avec les autres. Dans ce mode, le joueur peut prendre le contrôle de Samus, ou des six autres chasseurs de primes rencontrés dans le mode solo. Chaque chasseur de primes possède une forme alternative, comme la boule morphing de Samus, et une arme spéciale. Une partie initialisée par un joueur peut être limitée dans son temps ou dans les points qu'il faut atteindre pour gagner, ou encore sans activation du radar. Des ennemis contrôlés par la console peuvent être ajoutés à une partie si le nombre de quatre concurrents n'est pas atteint,.

## Développement

### Conception

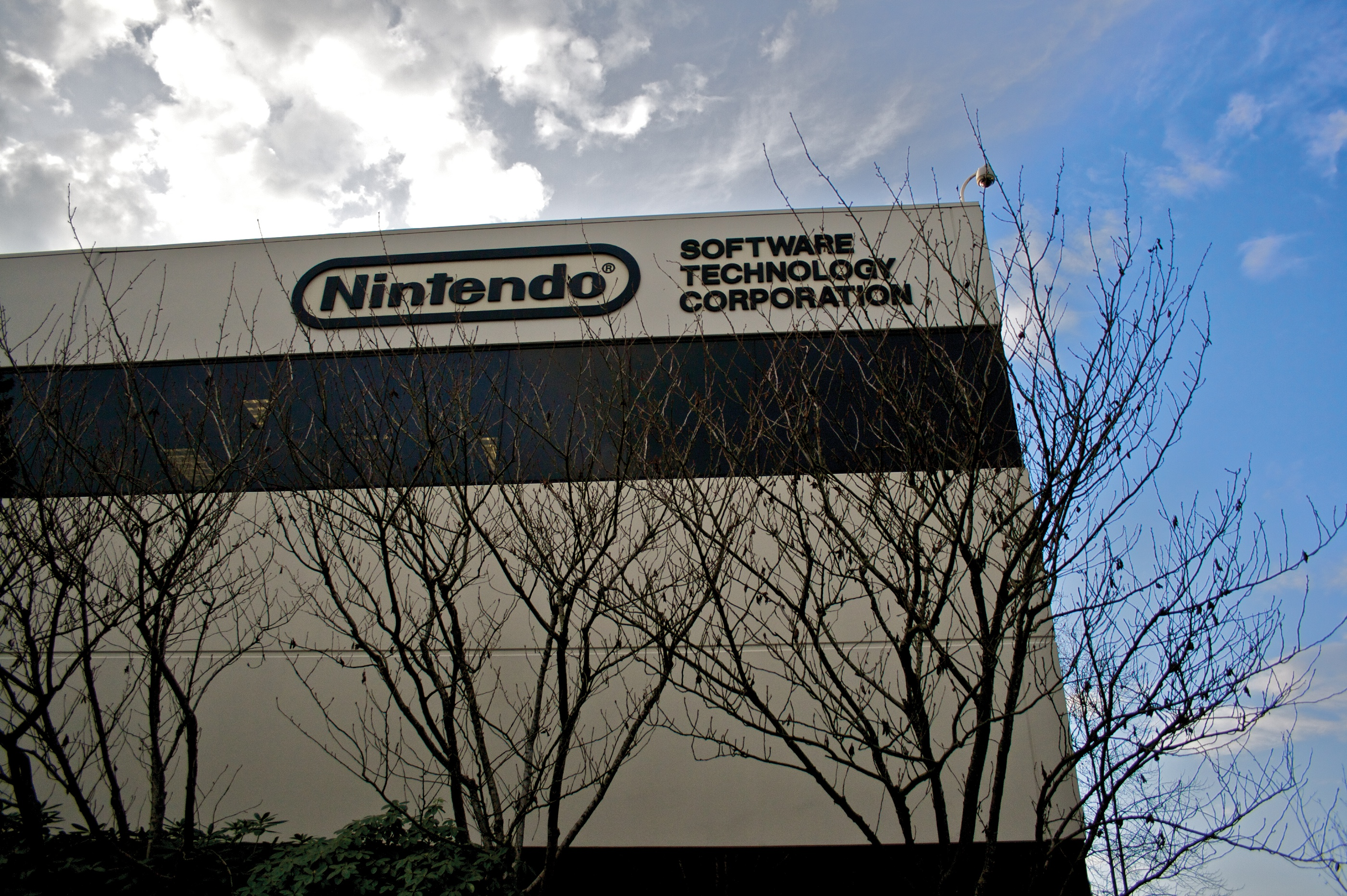
Metroid Prime Hunters est développé par Nintendo Software Technology, qui se trouve à Redmond dans l'État de Washington.

L'équipe chargée du développement de Metroid Prime Hunters, à Nintendo Software Technology, est dirigée par le directeur du jeu, Masamichi Abe, et par Colin Reed, qui ont travaillé ensemble dans le passé sur des jeux, tel que Pikmin et 1080° Snowboarding. L'équipe pour Metroid Prime Hunters est composée de trente membres, ce qui est, d'après Abe, un nombre plus important que la majorité des équipes de développement sur des jeux de Nintendo DS. Kensuke Tanabe, de Nintendo Co., Ltd. (NCL) au Japon, a conçu l'idée originale du jeu. La compagnie Retro Studios, à l'origine des précédents opus de Metroid Prime, manquant de disponibilité, Tanabe décide de présenter son idée à Nintendo, et de laisser développer le jeu à NST qui assurera développement à la place NCL et insufflera a un style et un aspect plus occidental, comme Nintendo en avait exprimé la demande.
Les efforts des développeurs se concentrent sur le mode multijoueur et les possibilités de liaisons internet de Nintendo Wi-Fi Connection. La possibilité de communiquer via le microphone est exploitée.  L'un des concepteurs, Richard Vorodi, fait remarquer que la console de jeu, le "hardware", a en quelque sorte contraint les concepteurs à travailler davantage sur le mode multijoueur.  Abe fait intervenir de multiples chasseurs de primes afin de donner plus d'intérêt au mode multijoueur.  « Nous avions eu cette idée au début du développement et nous avons pensé que ces nouveautés introduiraient bien Metroid Prime Hunters et les nouveaux chasseurs de primes et en tirer profit pour créer un mode multijoueur ». Le jeu contient de nombreuses références aux précédents opus de la série des Metroid Prime. Par exemple, le vaisseau de Samus est le même que celui de Metroid Prime, et son costume est le même que dans Metroid Prime 2: Echoes. Les développeurs voulaient faciliter l'accueil des joueurs des anciens jeux par l'utilisation d'éléments avec lesquels ils étaient familiarisés.
Metroid Prime Hunters est dévoilé pour la première fois durant l'E3 2004. Une démo jouable y est même présentée, celle-ci permettant aux joueurs d'essayer un mode multijoueur dans lequel chaque joueur contrôle une Samus différente. Ces Samus doivent s'entre-tuer comme dans le mode multijoueur présent dans Metroid Prime 2: Echoes,. Une démo jouable, intitulée Metroid Prime Hunters: First Hunt, est incluse pendant un temps limité avec la Nintendo DS[Où ?] à sa sortie en 2004. Il s'agit d'un jeu jouable uniquement en solo, dans lequel le joueur fait une sorte d'entraînement sans scénario spécifique. À la suite de la sortie de la démo, les contrôles du jeu sont entièrement revus : le stylet et l'écran tactile sont utilisés davantage,. Durant la présentation du jeu à l'E3 2005, Nintendo se voit reprocher  l'absence de fonction tirant parti de la Nintendo Wi-Fi Connection, ce à quoi la compagnie réplique en août 2005 en déclarant que la sortie du jeu serait reportée pour permettre aux développeurs d'ajouter cette fonction,.
La sortie du jeu repoussée pour permettre à NST d'améliorer le mode multijoueur, les développeurs effectuent  d'autres changements. Les graphismes du jeu sont améliorés. L'un des développeurs  ajoute des effets de réflexion sur la boule morphing de Samus. Les autres développeurs admirent le résultat et l'ajoutent à d'autres éléments du jeu. NST collabore avec Retro Studios, la compagnie qui a travaillé sur certains aspects des précédents opus de la série Metroid Prime, et qui va concevoir les décors et les personnages, notamment les nouveaux chasseurs de primes tout en s'assurant que ceux-ci collent bien à la série.

### Promotion
Nintendo fait la promotion de Metroid Prime Hunters à travers une campagne publicitaire diffusée à la télévision aux États-Unis, sous le titre de Dig,. La publicité est réalisée par Len Wiseman et produite par l'agence de publicité de Leo Burnett. La compagnie Ntropic est chargée des effets spéciaux. La publicité est filmée la nuit pour créer une ambiance vieillotte (an "old-world tone") où la technologie utilisée semble vétuste et poussiéreuse (used and "gritty").
Le 20 mai 2006, une compétition, dirigée par la filiale européenne de Nintendo et l'entreprise anglaise HMV, se déroule au Royaume-Uni. La compétition achevée, le vainqueur gagne un voyage à Seattle pour rencontrer les développeurs du jeu, tandis que les autres participants gagnent des bons de réduction au HMV.

## Accueil
Metroid Prime Hunters est accueilli positivement par les critiques et rédactions spécialisées. Il obtient une moyenne générale de 85 sur 100 sur Metacritic et 84 sur 100 sur GameRankings,, deux sites web de compilation de critiques.
Le site GameZone le considère comme étant d'une qualité incroyable, et déclare que le titre utilise au maximum le potentiel de la console à en juger par ses graphismes. Le journal The Independent déclare que Metroid Prime Hunters est probablement le meilleur jeu de tir en vision subjective (en anglais :  FPS)  à sortir sur une console portable. Le magazine GamePro affirme qu'« il est difficile d'imaginer comment Nintendo a réussi à insérer Hunters dans une aussi petite cartouche ». Malgré quelques « petites bizarreries », le magazine considère le jeu comme étant « un jeu très bien réalisé ». C'est également le cas du quotidien The Times, qui ajoute que « beaucoup de travail a été mis sur les contrôles à l'écran tactile, et le résultat est splendide ». Game Revolution admire le « travail d'excellente qualité » ressenti dans la production du jeu et dans le mode multijoueur en ligne. Le site web GamesRadar+, quant à lui, avait des doutes quant au gameplay de cet épisode, croyant que le jeu ne serait réservé qu'aux passionnés, (hardcore gamers) , qui « ne vivent que pour les frags ». Changer la recette de la série, en passant du rythme lent  de ces prédécesseurs à un jeu d'action pur, était pour eux « un tour risqué ». Finalement, le résultat est fort apprécié par le site. Selon Jeuxvideo.com, l'univers de Metroid Prime est « brillamment transposé sur DS » et « n'est absolument pas dénaturé par ce passage au format portable ». Toujours selon le site, Metroid Prime Hunters prouve qu'il est possible de développer des jeux de tir à la première personne de qualité sur Nintendo DS. GameSpot et Game Informer apprécient tous deux le mode multijoueur, qu'ils qualifient « d’électrisant »,. Il s'agit d'ailleurs de l'aspect du jeu préféré du quotidien The Guardian. Nintendo Power déclare qu' « il s'agit d'un excellent ajout dans la collection de jeux utilisant la connexion Wi-Fi Nintendo sur Nintendo DS ».
Les avis négatifs à propos du jeu concernent principalement ses commandes. Le site IGN trouve que la position exigée pour jouer donne des crampes au poignet à long terme. Il ajoute aussi que les commandes rendent le jeu difficile à jouer. Le magazine Electronic Gaming Monthly partage la même opinion, et ajoute qu'utiliser l'écran tactile pour changer d'arme rend l'action inutilement compliquée. De plus, le magazine est déçu du mode solo, déclarant qu'il ne tient pas la route comparé à celui de précédents épisodes de la série. Il décrit les niveaux de jeux comme étant « artificiels et prévisibles », et trouve que le jeu est trop répétitif. Eurogamer critique l'utilisation du stylet, prédisant que les joueurs « auraient probablement besoin d'une physiothérapie pour soigner les crampes dans leur bras », ainsi que le mode multijoueur, qualifié de « peu solide », notant au passage qu'il est bien mieux de jouer avec des amis ayant tous la cartouche de jeu.
Metroid Prime Hunters est le quatrième jeu le plus vendu durant le premier mois de commercialisation au Japon, s'écoulant à plus de 32 000 unités. Il s'est à ce jour écoulé à plus de 90 000 unités dans ce pays. Plus de 410 000 d'exemplaires ont été vendus durant le premier mois de commercialisation en Amérique du Nord. Hunters reçoit également plusieurs prix : celui du choix du public (Editors' Choice award) et celui du meilleur jeu d'action sur DS de 2006 (Best DS Action Game of 2006) par IGN, ainsi que, la même année, les prix Best Graphics (meilleurs graphismes), Best Shooter/Action Game (meilleur jeu de tir/d'action) et Best Wi-Fi Functionality (meilleur jeu utilisant la connexion Wi-Fi Nintendo) de la part de Nintendo Power.